# Look-Ka Py Py
Look-Ka Py Py è il secondo album dei The Meters, pubblicato dalla Josie Records nel gennaio del 1970.
Il disco fu registrato al Le Fevre Sound Studios di Atlanta, Georgia (Stati Uniti).
La rivista musicale Rolling Stone colloca Look-Ka Py Py al numero 220 nella sua classifica dei 500 migliori album di tutti i tempi.

## Tracce
Brani composti da Leo Nocentelli, Art Neville, George Porter e Joseph Modeliste, eccetto dove indicato
Lato A
1. Look-Ka Py Py – 3:15
2. Rigor Mortis – 2:35
3. Pungee – 2:38
4. Thinking – 1:38
5. This Is My Last Affair – 2:50
6. Funky Miracle – 2:25

Durata totale: 15:21
Lato B
1. Yeah, You're Right – 2:41
2. Little Old Money Maker – 2:38
3. Oh, Calcutta! – 2:45 (Stanley Walden)
4. The Mob – 2:44
5. 'Til 5 – 2:45
6. Dry Spell – 2:27

Durata totale: 16:00
Edizione CD del 1999, pubblicato dalla Sundazed Music Records (SC 6147)
Brani composti da Leo Nocentelli, Art Neville, George Porter e Joseph Modeliste, eccetto dove indicato
1. Look-Ka Py Py – 3:17
2. Rigor Mortis – 2:36
3. Pungee – 2:59
4. Thinking – 1:40
5. This Is My Last Affair – 2:53
6. Funky Miracle – 2:27
7. Yeah, You're Right – 2:48
8. Little Old Money Maker – 2:41
9. Oh, Calcutta! – 2:44 (Stanley Walden)
10. The Mob – 2:48
11. 9 'Til 5 – 2:48
12. Dry Spell – 2:29
13. Grass – 2:40 – Bonus Track - Previously Unreleased
14. Borro – 2:12 – Bonus Track - Previously Unreleased

Durata totale: 37:02

## Musicisti
- Art Neville - organo
- Leo Nocentelli - chitarra
- George Porter Jr. - basso
- Joseph Modeliste - batteria